# TBN 뉴스
《TBN 뉴스》는 TBN 교통방송에서 평일 오전 10시, 오후 2시, 오후 4시, 저녁 6시에 방송하는 뉴스 프로그램이다.

## 기획의도 / 개요
- 정식 타이틀 편성표에는 TBN 뉴스로 표기하고 있다.
- 아나운서 멘트 모두 TBN 정시 뉴스로 표기하고 있다.

## 방송 시간
- 평일 오전 10시, 오후 2시, 오후 4시, 저녁 6시

## 앵커
- TBN 교통방송 아나운서

## 같이 보기
- TBN 교통방송